# Tyler Patrick Jones
Tyler Patrick Jones (California, 12 de marzo de 1994) es un actor estadounidense conocido por su papel como Ned Banks en la serie Ghost Whisperer en la CBS Television Studios.

## Filmografía
- G-Force (2009) - Connor
- The Spiderwick Chronicles (2008)
- Ben 10: Race Against Time (2007) - Cash
- Minority Report (2002) - Sean Anderton (6 años)
- Red Dragon (2002) - Josh Graham
- Silver Lake (2004) - Dennis Patterson de joven
- Fathers and Sons (2005) - Nick 10-12 años
- Bad News Bears (2005) - Timothy Lupus
- Feast (2005) - Cody
- Yours, Mine and Ours (2005) - Michael Beardsley

## Televisión
- Family Law : (2000) - Tommy Pierce
- Judging Amy : (2002) - Kevin Weston
- Summerland: (2002-2004) - Chris
- Crossing Jordan : (2005) - Young Brian Heeley
- Ghost Whisperer : (2006-2008) - Ned Banks
- Private Practice : (2008) - Dean

## Anuncios
- Hallmark (2001) - Daniel
- Macy's Super Saturday Sale (2002)
- Home Depot (2003)
- Walt Disney World: Magical Gatherings (2003)
- Yahoo (2006)
- Dairy Queen (2008)